# 섬광등

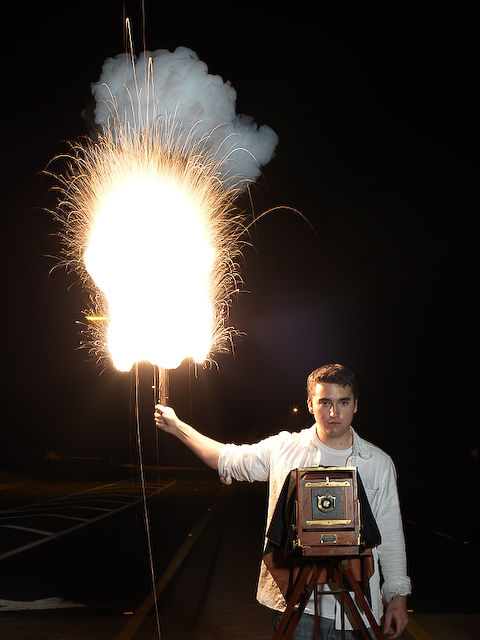
1909년의 섬광등과 1903년의 뷰 카메라

섬광등은 전류를 사용하여 플래시 파우더 연소를 시작하여 짧고 갑작스러운 밝은 빛을 발산한다. 20세기 초에는 주로 플래시 사진 촬영에 사용되었지만 다른 용도로도 사용되었다. 이전에는 아돌프 미테(Adolf Miethe)와 요하네스 게딕케(Johannes Gaedicke)가 1887년에 도입한 사진가용 플래시 파우더를 수동으로 점화해야 했기 때문에 사용자가 더 큰 위험에 노출되었다.

## 발명
전기식 섬광등은 1899년 조슈아 코헨(일명 라이오넬 장난감 기차로 유명한 조슈아 라이오넬 코헨)과 프랑스의 폴 보이어(Paul Boyer)가 발명했다. 이는 미국 특허 번호 636,492를 부여받았다. 플래시 램프에서 나오는 밝은 빛의 섬광은 19세기 말과 20세기 초 실내 사진 촬영에 사용되었다.

## 같이 보기
- 플래시 (사진술)
- 손전등